# Archegozaur
Archegozaur (Archegosaurus) – rodzaj dużego płaza żyjącego w permie, około 299-253 mln lat temu (assel-wucziaping). Jak dotąd odkryto ponad dziewięćdziesiąt szkieletów, z czego większość na terenach dzisiejszych Niemiec. Pierwszego formalnego opisu dokonał Georg August Goldfuss w 1847 roku, tworząc nową rodzinę, archegozaurydy (Archegosauridae).
Etymologia nazwy rodzajowej: gr. αρχηγος arkhēgos „zaczynający, dający początek”; σαυρος sauros „jaszczurka”. 